# Croquis de La Nouvelle-Orléans
Les Croquis de la Nouvelle-Orléans (New Orleans Sketches) est un recueil de nouvelles de l'écrivain américain William Faulkner, publié en 1958 et regroupant des nouvelles écrites entre janvier et juillet 1925. Il rassemble dix-sept nouvelles, dont la première est elle-même subdivisée en onze vignettes.

## Historique
En 1925, William Faulkner n'a publié que deux nouvelles, Atterrissage risqué (Landing in Luck, 1919) et La Colline (The Hill, 1922), quelques essais critiques et un recueil de poèmes, Le Faune de Marbre (paru le 15 décembre 1924). Il s'installe à La Nouvelle-Orléans dans un appartement situé juste à l'arrière de la rue Saint-Louis, tout à côté de celui de William Spartling, dont il deviendra rapidement l'ami. L'écrivain restera six mois dans la grande ville effervescente de littérature, se mêlant à un groupe d'écrivains et d'artistes gravitant autour du Double Dealer, magazine littéraire qui avait déjà publié, entre autres, Hart Crane, Ernest Hemingway, Robert Penn Warren et Edmund Wilson. Parallèlement à l'écriture de son premier roman, Monnaie de singe, Faulkner parvient à faire publier des récits en prose dans des journaux locaux, d'abord les onze vignettes réunies sous le titre La Nouvelle-Orléans, publiées par The Double Dealer début février, puis les seize nouvelles, dans la section dominicale du Times-Picayune entre le 8 février et le 27 septembre. En 1953, onze d'entre elles furent rassemblées et présentés par William Van O'Connor sous le titre Mirrors of Chartres Sreet (Minneapolis, Faulkner Studies) avec des illustrations de Mary Demopoulos, puis en intégralité en 1958 par Carvel Collins (New Brunswick, New Jersey, Rutgers University Press).

## Composition
- La Nouvelle-Orléans, divisée en onze vignettes. Différents personnages y évoquent leur vision de la cité, leurs aspirations, leur passé.
  - « Le Juif opulent »
  - « Le Prêtre »[N 1]
  - « Frankie et Johnny »[N 2]
  - « Le Matelot »
  - « Le Cordonnier »
  - « Le Débardeur »
  - « Le Flic »
  - « Le Mendiant »
  - « L'Artiste »
  - « Madeleine »
  - « Le Touriste »
- Miroirs de la rue de Chartres : un narrateur anonyme assiste à l'arrestation d'un mendiant par la police.
- Damon et Pythias : un touriste est importuné par deux personnages douteux qui l'emmènent sur le champ de course.
- Le Mal du Pays : un jeune homme, français d'origine, hésite à commettre un crime.
- Jalousie : un restaurateur soupçonne sa femme de le tromper avec un serveur.
- Crénom ! : un jeune homme partage sa vie entre le champ de course et le cinéma avec les filles.
- Venu de Nazareth : un jeune paysan, qui fascine le narrateur par sa beauté, arrive en ville.
- Le Royaume des cieux : deux bootleggers se livrent à leur trafic, mais une opération est perturbée par le frère de l'un d'eux, déficient mental.
- Le Rosaire : deux voisins se vouent une haine mortelle.
- Le Cordonnier : un artisan évoque sa jeunesse, en Toscane.
- Fortune : un homme cherche à s'enrichir par une série d'opérations.
- Coucher de soleil : un Noir, ayant quitté la plantation où il travaillait, cherche à rentrer « chez lui », en Afrique.
- Apprentissage : un jeune employé à un comptoir de soda sauve une jeune femme d'une agression.
- Le Menteur : un vieil homme, connu pour ses affabulations, raconte une histoire étrange devant un inconnu.
- Épisode : le narrateur et son ami Spratling rencontrent une vieille femme qui les fascine.
- Rats des champs : un bootlegger raconte à son ami l'échec d'une opération de grande envergure.
- Hisse et oh et deux bouteilles de rhum : un officier de marine britannique tue un marin chinois.

## Analyse
Ces nouvelles marquent la transition de Faulkner de la poésie vers le récit de fiction ; ainsi, les vignettes de la première nouvelle s'apparentent encore à des poèmes en prose. Le romancier commence à décrire et faire parler les petites gens, ceux de son quartier : le mendiant infirme, le bootlegger, le voyou, le nègre, percevant leur marginalité, leur besoin de reconnaissance. La nouvelle Le Menteur se déroule dans un environnement rural, annonçant la création du comté fictif où il situera ses prochains romans, le Yoknapatawpha. Coucher de soleil, en particulier, révèle l'habileté de Faulkner et sa maîtrise de la narration, en mettant en scène un Noir qui, après avoir quitté la plantation où il travaillait, veut retrouver l'Afrique, ses origines, sa terre promise. Mais n'ayant aucune conscience de sa situation géographique, il se retrouve rapidement manipulé par des Blancs qu lui soutirent son argent et après une série de fatals quiproquos, finit par tuer plusieurs personnes, pensant qu'il s'agit de bêtes sauvages. Les faits bruts sont d'abord exposés dans un bref article de journal puis Faulkner adopte le point de vue de son personnage, pour favoriser l'immersion du lecteur dans sa conscience. L'ironie déployée par le romancier à la fin de la nouvelle (« Sa face noire, aimable, bornée, naguère joviale, était tournée vers le ciel et vers les étoiles froides, si froides. L'Afrique ou la Louisiane, peu leur importe ? ») annonce déjà celle du Bruit et la Fureur, avec le hurlement final de Benjy.
Plusieurs personnages et situations préfigurent des éléments des futurs romans de l'auteur :
- le jeune écrivain de Venu de Nazareth possède le calme, la sérénité lumineuse, la confiance dans l'avenir de Lena Grove dans Lumière d'août ;
- l'idiot du Royaume des cieux tenant un narcisse brisé préfigure le personnage de Benjy dans Le Bruit et la Fureur ;
- la course de chevaux de Crénom ! annonce celle du dernier roman de Faulkner, Les Larrons ;
- le transport d'un cercueil dans des conditions difficiles, dans Hisse et oh et deux bouteilles de rhum, constituera le sujet de Tandis que j'agonise.

Selon François Pitavy, « les Croquis de la Nouvelle-Orléans apparaissent comme ce moment originel d'une formidable prise de conscience par Faulkner de ses possibilités d'écrivain, comme une affirmation de son ambition. C'est la prise de possession d'un territoire qui reste encore à inventer : le Yoknapatawpha. »

## Éditions françaises
- Croquis de La Nouvelle-Orléans, traduction de Michel Gresset, Collection « Du monde entier », Gallimard, Paris, 1988.
- Coucher de soleil et autres croquis de La Nouvelle-Orléans, traduction de Michel Gresset, Collection « Folio 2 € » (no 5465), Gallimard, Paris, 2012. Cette édition reprend neuf des dix-sept nouvelles du recueil : Miroirs de la rue de Chartres, Jalousie, Venu de Nazareth, Le Royaume des cieux, Coucher de soleil, Apprentissage, Le Menteur, Rats des champs, Hisse et oh et deux bouteilles de rhum.
- Croquis de La Nouvelle-Orléans, traduction de Michel Gresset révisée par François Pitavy, dans Nouvelles, Bibliothèque de la Pléiade (no 620), Gallimard, 2017, p. 1-100.